# Благочестие
Благоче́стие (калька с греч. εὐσέβεια) — свойство характера и моральное качество человека, основанное на богопочитании и выполнении религиозных и нравственных предписаний.

## Значение греческого термина
В классическом греческом языке это слово употреблялось в значении «уважение, страх, преданность» по отношению к родителям или языческим божествам (1Тим. 5:4, Деян. 17:23). В Библии оно употребляется в значительно более узком смысле «богобоязненности». Соответственно, акцент при толковании этого слова в библейском контексте следует делать не на внешние действия или предписания, посредством которых человек якобы может заслужить благосклонность Бога, а на внутреннее состояние страха Божьего, постоянного осознания приоритета Божьей воли в жизни верующего, которым и определяются поступки христианина.

Упражняй себя в благочестии, ибо телесное упражнение мало полезно, а благочестие на всё полезно, имея обетование жизни настоящей и будущей.— 1Тим. 4:7-8
В древнегреческой мифологии, когда Зевс решил погубить людей потопом, он разрешил спастись за благочестие супругам Девкалиону и Пирре.

## Благочестие вНовом Завете
- Является непреложным требованием к епископу или пресвитеру (Тит. 1:8).
- Пусто и бесплодно, если не выражается в праведной жизни (Иак. 1:26).
- Является результатом действия Божьей благодати в верующих (Тит. 2:11-12; 2Пет. 1:3).
- Является великим приобретением, настоящей ценностью для человека (1Тим. 6:6).
- Не является гарантией плотского благополучия (1Тим. 6:5).
- Выражается в том, чтобы проявлять любовь и милость к страждущим и хранить себя неосквернённым от мира (Иак. 1:27).

Согласно словам Апостола Петра благочестие следует за терпением (2Пет. 1:6). Терпение, как пассивная добродетель, обнаруживает себя в непричастности ко злу. С этим созвучны слова Апостола Иакова, что если не обуздывать своего языка, то это пустое благочестие (Иак. 1:26).
Чистое благочестие, как пишет Апостол Иаков — призирать сирот и вдов. Это уже активная форма добродетели, то есть делание добра (Иак. 1:27).
Апостол Пётр говорит о том, что в благочестии мы должны показать братолюбие (2Пет. 1:7). Братолюбие же означает не сказать лишь только: «Иди с миром, грейся и питайся», а давать «потребное» (Иак. 2:16).

## Практическое благочестие
Как от Божественной силы Его даровано нам все потребное для жизни и благочестия, через познание Призвавшего нас славою и благостию, которыми дарованы нам великие и драгоценные обетования, дабы вы через них соделались причастниками Божеского естества, удалившись от господствующего в мире растления похотью: то вы, прилагая к сему все старание, покажите в вере вашей добродетель, в добродетели рассудительность, в рассудительности воздержание, в воздержании терпение, в терпении благочестие, в благочестии братолюбие, в братолюбии любовь. Если это в вас есть и умножается, то вы не останетесь без успеха и плода в познании Господа нашего Иисуса Христа.— 2Пет. 1:3-8
Основа благочестия — чёткое, непорочное следование предписаниям Библии (прежде всего в Новом Завете) о характере христианина.
Опорные наставления по благочестивому ведению себя через жизнь можно извлечь из Нагорной проповеди Иисуса Христа и посланий апостолов различным Церквям и отдельным христианам.

### Характер
В характере христианина должны преобладать:
- Искренняя любовь к Богу, к себе и к своему ближнему, а также ко всему Его творению. Милосердность.
- Нищета духа (почитание себя за малость и возвеличивание Бога, всецелое упование и полагание только на Него Одного, а не на себя, других людей или что иное)
- Сожаление и сокрушение о своих проступках, слабостях, падении нравов, как следствиях отдаления нас от Бога и Его замысла о нас.
- Кротость (понимать, как самообладание, твёрдость духа, сдержанность, в сочетании с незлобием, мягкостью нрава, лёгкой отходчивостью).
- Правдолюбие (честность и искренность), рассудительность (умение различать добрые дела, слова и помыслы от злых)
- Милостивость (благосклонность, благодетельность; стремление одарить больше, чем было бы справедливо). Чуткость, сострадательность, альтруистичность.
- Умение примиряться с другими (прощать и просить других прощения, каяться). Участие в примирении других.
- Хранение чистой совести (исполнение заповедей, постановлений и данных обетов) и стремление к её — совести — совершенствованию.
- Стойкость в правде и терпение в перенесении испытаний и гонений («Мужество в скорбном посещении»). Непреклонность перед всякой ложью.
- Смелое и открытое исповедание веры в Бога и несение Света веры в Него другим.
- Слушание Слова Божьего и стремление жить лишь исполнением Его Воли.

### Внешний вид
В христианстве внешний вид (одежда, причёска, украшения) может рассматриваться как выражение внутренних качеств христианина — характера, системы ценностей. Не устанавливая конкретных строгих требований к внешности, христианство обращает внимание на принципы, соответственно которым христиане призваны заботится о своём внешнем виде. К этим принципам относятся:
- скромность;
- смирение, кротость;
- соблюдения норм приличия общества (культурных норм);
- избежание соблазнов.

В согласии с этими принципами, во внешнем виде христианина желательны:
- Скромность в одежде (не богатая одежда и не ультрамодная),
- Отсутствие элементов, подчёркивающих высокий социальный статус или материальное богатство,
- Одежда не должна быть вызывающей похотливые мысли и плотские желания у противоположного пола.

Существуют определённые разногласия относительно некоторых вопросов, касающихся внешнего вида. По мнению христиан, придерживающихся консервативных взглядов в вопросах одежды, все части тела (кроме головы, рук, ступней) должны быть покрыты одеждой (чем меньше одежды, тем менее скромный вид). Поэтому для них неприемлемы мини-юбки, шорты, некоторые из них считают, что для женщин неприемлемо носить джинсы, брюки.

### Достижение благочестия
По мнению христиан, собственными силами, полностью благочестивым, человек стать не может (из природной склонности человека ко греху). Однако, христианин призван прилагать максимум стараний для достижения благочестия.
Благочестивым человек может стать только с помощью Бога, искренне желая этого и прося Его об этом в молитве.

… конечно, знает Господь, как избавлять благочестивых от искушения…— 2Пет. 2:9

## Проблемы, возникающие у благочестивых

### Отношение других людей
В Новом Завете открывается, что люди, желающие исполнить Волю Бога, будучи благочестивыми, обязательно встретят противников в лице неверующих людей, или людей, отрёкшихся от силы благочестия.

Да и все, желающие жить благочестиво во Христе Иисусе, будут гонимы. Злые же люди и обманщики будут преуспевать во зле, вводя в заблуждение и заблуждаясь.— 2Тим. 3:12-13

### Склонность человека ко греху
Согласно христианским представлениям, человек (даже христианин) по своей природе грешен (следствие первородного греха), и в его жизни постоянно проявляются различные дурные качества. Благочестивый человек стремится избавиться от них, изживая их из своего характера и прося Бога об этом в молитве. К таким качествам, например, относятся:
- сквернословие, злоречие, пустословие

Если кто из вас думает, что он благочестив, и не обуздывает своего языка, но обольщает своё сердце, у того пустое благочестие.— Иак. 1:26

## Люди, названные в Библии благочестивыми
- Симеон (Лк. 2:25)
- Корнилий (Деян. 10:2)
- Анания (Деян. 22:12 — с оговоркой «благочестивый по закону»)